# ゲルハルト (ベルク伯)
ゲルハルト（Gerhard, 1325年ごろ - 1360年5月18日）は、ラーヴェンスベルク伯（1世、在位：1346年 - 1360年）およびベルク伯（在位：1348年 - 1360年）。

## 生涯
ゲルハルトはユーリヒ公ヴィルヘルム1世とジャンヌ・ド・エノーの長男である。1338年にラーヴェンスベルク伯領およびベルク伯領の女子相続人であるマルガレーテ・フォン・ラーヴェンスベルク＝ベルクと結婚した。1346年に妻の父方の叔父ラーヴェンスベルク伯ベルンハルトが死去し、ラーヴェンスベルク支配権支配権を獲得した。さらに、1348年には妻の母方の伯父アドルフ6世が死去し、ベルク伯領の支配権も獲得した。
これはラーヴェンスベルクおよびベルクがゲルハルトの属するユーリヒ家のものとなったことを意味し、15世紀にゲルハルトの孫アドルフがユーリヒ公領を本流から継承したことで、ユーリヒ＝ベルク＝ラーヴェンスベルク連合領を生み出すこととなった。しかし、ゲルハルトの在位中にすでにベルクとユーリヒの間には活発な経済交流を含む緊密な関係が築かれていた。
ゲルハルトはさらに領土を購入した。1355年には、ネヴィゲス、ランゲンベルクと共にハルデンベルグ領が追加され、1358年にはカイザースヴェアトの町と税関を手に入れた。1359年、ベルク伯領は騎士ハインリヒ・オフテ（またはハインリッヒ・フォン・オフト）から十分の一税と布教保護権を含むゾーリンゲンの諸権利を手に入れた。
ゲルハルトは1360年5月18日にシュライデン近郊でアルノルト・フォン・ブランケンハイムとの戦いで受けた致命傷により死去し、後にアルテンベルク大聖堂に埋葬された。息子ヴィルヘルム1世が伯位を継承した。

## 子女
- エリーザベト（1346年頃 - 1388年以降） - ヴァルデック伯ハインリヒ6世と結婚
- ヴィルヘルム1世（1348年頃 - 1408年） - ベルク伯のちベルク公
- マルガレーテ（1350年頃 - 1425/29年） - マルク伯アドルフ3世と結婚